# In buone mani
In buone mani (Sen Yasamaya Bak) è un film del 2022 diretto da Ketche.. Nel 2024 è uscito il sequel In buone mani 2.

## Trama
Una madre single, a cui da poco hanno diagnosticato una malattia terminale, conosce Firat, un incallito ed affascinante scapolo. Il tutto mentre dovrà affrontare il futuro insieme al suo testardo figlio di sei anni.

## Distribuzione
Il film è stato distribuito sulla piattaforma Netflix a partire dal 21 marzo 2022.